# Otto Philipp
Otto Philipp (* 21. Oktober 1867; † 11. Mai 1941 in Berlin) war ein deutscher Konteradmiral der Kaiserlichen Marine. Während des Ersten Weltkriegs war er einziger Befehlshaber der Marine-Luftfahrtabteilungen (B.d.L.).

## Leben
Otto Philipp trat im April 1883 in die Kaiserliche Marine ein.
Von Juli 1898 bis Ende September 1898 war er als Kapitänleutnant Kommandant der Natter.
Von April 1906 bis August 1906 war er Kommandant der Lübeck. Mit der Indienststellung im Februar 1907 war er kurz Kommandant der Danzig. Anfang April 1907 übernahm er die ebenfalls neu in Dienst gestellte Königsberg und wurde in dieser Position zum Fregattenkapitän befördert. Anschließend war er von Oktober 1908 bis vor der Zuweisung des Schiffs zum ostasiatischen Deutschen Pachtgebiets Kiautschou im März 1909, nun als Kapitän zur See, Kommandant der Scharnhorst.
Mit der Indienststellung wurde er Anfang Juli 1912 Kommandant der Goeben. Anfang April 1914 gab er das Kommando ab.
Von der Einrichtung Ende August 1914 bis Anfang Dezember 1916 war er Befehlshaber der Marine-Luftfahrabteilungen (B.d.L.), worunter die Luftschiffer und Marineflieger zugeordnet waren. Am 29. August 1914 wurde die Dienststelle der B.d.L. eingerichtet. Der Dienststelle wurde die Marine-Luftschiffabteilung in Nordhorn, die Marine-Fliegerabteilungen I. und II. und das Freiwillige Marine-Fliegerkorps (Berlin-Johannisthal) unterstellt. Im November 1916 wurde die Marine-Luftfahrabteilung in den Bereich Luftschiffe und Flugzeuge geteilt. Dafür wurde der Führer der Marine-Luftschiffe (F.d.L.) geschaffen und diesem die Marine-Luftschiffabteilung unterstellt. Der B.d.L. wurde zum Befehlshaber der Marinefliegerabteilungen (B.d.Flieg.). Der Verantwortungsbereich war dabei die Land- und Seeflugstaffeln der Kaiserlichen Marine. Am 22. März 1916 war er zum Konteradmiral befördert worden.
Von der Einrichtung im November 1916 an war er B.d.Flieg, woraus später der Marine-Flugchef wurde, und wurde am 10. April 1917 durch Kapitän zur See Otto Kranzbühler ersetzt. Anschließend war Philipp bis 9. November 1918 zum Stab des Oberkommandos in den Marken kommandiert.
Für den Film Richthofen, der rote Ritter der Luft war Philipp 1927 flugtechnischer Berater.

## Werke (Auswahl)
- Die Deutschen und die See: Der Anspruch Deutschlands auf Seegeltung. Leipzig, 1937.